# 林雨薇
林雨薇（1999年5月2日—），中國女子田徑運動員，生于福建省三明尤溪县，成长于福州市。她在2010年开始正式参加田径训练，2019年因腰伤休养了六个月左右。2021年12月，她因腰伤休养了四个月左右。2023年獲亞洲運動會田徑100公尺跨欄冠軍。

## 外部連結
- 林雨薇在的頁面
- 林雨薇的新浪微博